# Batallón Colombia No.2
El Batallón Colombia Número 2 fue una Unidad Militar colombiana, que en 1956, durante la Guerra del Suez, fue desplegado el Batallón Colombia N.º 2, como parte de la Fuerza de Emergencia de las Naciones Unidas (UNEF), en la coyuntura de enfrentamientos entre Francia, Gran Bretaña e Israel contra Egipto por el Canal de Suez.

## Historia
El 10 de noviembre de 1956, un pelotón de soldados colombianos, vestidos con uniformes color arena, cascos azules y armados con carabinas M1, viajó hasta la Franja de Gaza, llegaron a El Arish e hicieron parte de la Fuerza de Emergencia de las Naciones Unidas donde estuvieron hasta el 13 de mayo de 1958.